# Neoholopogon loewi
Neoholopogon loewi là một loài ruồi trong họ Asilidae. Neoholopogon loewi được Joseph & Parui miêu tả năm 1989. Loài này phân bố ở miền Ấn Độ - Mã Lai.